# یادگیری مبتنی بر نمونه

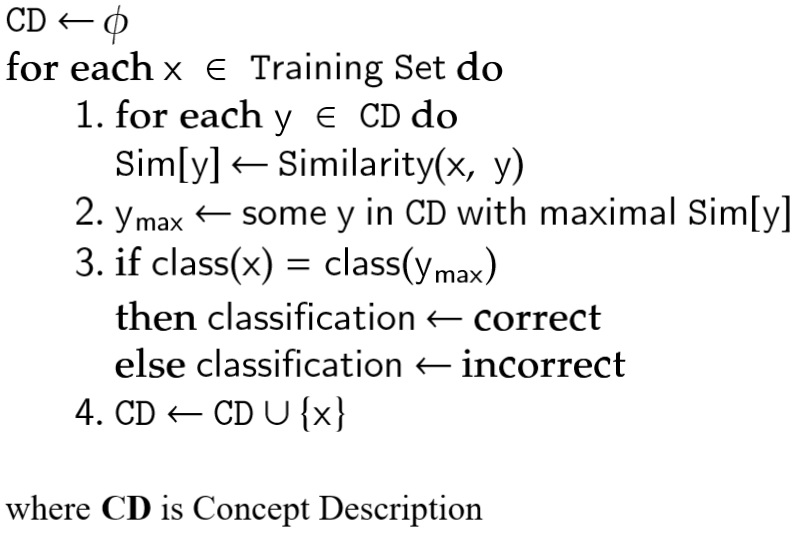
Instance-based learning algorithm

در یادگیری ماشین ، یادگیری مبتنی بر نمونه (یادگیری مبتنی بر حافظه) خانواده‌ای از الگوریتم‌های یادگیری است که بجای صریحا تعمیم دادن، نمونه‌های جدید را با نمونه‌هایی که در آموزش دیده می‌شوند و در حافظه ذخیره شده‌اند مقایسه می‌کنند. از آنجایی که محاسبه، تا مشاهده نمونه جدید به تعویق می‌افتد، گاهی اوقات به این الگوریتم‌ها «تنبل» می‌گویند. 
به دلیل آنکه فرضیه ها مستقیماً از خود نمونه‌های آموزشی ساخته می‌شوند به آن مبتنی بر نمونه می‌گویند. یعنی پیچیدگی فرضیه می‌تواند با داده افزایش پیدا کند:  در بدترین حالت، یک فرضیه فهرستی از n مورد آموزشی است و پیچیدگی محاسباتی طبقه‌بندی یک نمونه جدید O ( n ) است. یکی از مزیت‌هایی که یادگیری مبتنی بر نمونه نسبت به سایر روش‌های یادگیری ماشین دارد، توانایی آن در تطبیق خود با داده‌های جدید است. این مدل‌ها به سادگی ممکن است یک نمونه جدید را ذخیره کنند و یا یک نمونه قدیمی را دور بریزند.

### مشکلات یادگیری مبتنی بر نمونه
•  طبقه بندی کننده پر هزینه‌ای میباشد زیرا تمام نمونه‌های آموزشی را ذخیره می‌کند
 •  تحمل نویز در صفات نمونه‌ها را ندارند
 •  تحمل صفات غیر مرتبط در نمونه‌ها را ندارند
 •  حساس به انتخاب "تابع شباهت" در الگوریتم هستند
 •  راه حل بدیهی برای استفاده از کمیت‌های اسمی در این الگوریتم وجود ندارد
 •  با توجه با ساختار داده‌ها اطلاعات قابل استفاده کمی از آن‌ها استخراج می‌کنند

### الگوریتم‌های مبتنی بر این روش
نمونه‌هایی از الگوریتم‌های یادگیری مبتنی بر نمونه عبارتند از الگوریتم k نزدیک‌ترین همسایه ، ماشین‌های کرنل و شبکه‌های RBF .این مدل‌ها، مجموعه آموزشی خود (یا بخشی از آن) را ذخیره می کنند و به هنگام پیش‌بینی برچسب (یا یک مقدار) برای یک نمونه جدید، بر اساس فاصله یا شباهت بین نمونه جدید و نمونه‌های آموزشی تصمیم گیری می‌کنند.

### راه حل پیچیدگی حافظه
برای غلبه بر پیچیدگی حافظه (ذخیرسازی تمام نمونه‌های آموزشی) و همچنین خطر بیش‌برازش به نویز مجموعه آموزش، الگوریتم‌های کاهش نمونه ارائه شده‌اند. 

## همچنین ببینید
- مدل سازی آنالوگ